# Дегтјарск
Дегтјарск (рус. Дегтярск) град је у Русији у Свердловској области. Према попису становништва из 2010. у граду је живело 15522 становника.

## Становништво
| 1939.  | 1959.  | 1970.  | 1979.  | 1989.  | 2002.  | 2010.  |
| ------ | ------ | ------ | ------ | ------ | ------ | ------ |
| 19.279 | 27.430 | 21.976 | 20.101 | 18.394 | 15.869 | 15.522 |